# Stormbirds (игра)
Stormbirds — компьютерная игра в жанре авиасимулятора, разработка которой была отменена. Stormbirds разрабатывалась британской компанией Juice Games, которая принадлежала американскому издателю и разработчику THQ. Проект Stormbirds планировался к выходу на ПК (Microsoft Windows), PlayStation 3, Xbox 360, однако был расценен THQ как слишком рискованный, и вследствие этого студия Juice Games подверглась реорганизации. Сведения о Stormbirds стали известны общественности лишь благодаря сообщению и изображениям уволенного сотрудника Juice Games и кинематографическому трейлеру компании RealTimeUK. Сама игра Stormbirds официально так и не была анонсирована.

## История
Британский разработчик компания Juice Games была основана в 2003 году как независимая компания, однако в 2006 году она была куплена американским издателем и разработчиком компанией THQ и стала её филиалом. Дата начала работ над проектом Stormbirds неизвестна. В процессе разработки Juice Games заказала в британской компании RealTimeUK кинематографический CGI-трейлер к игре.
К концу 2008 года THQ решила, что проект Stormbirds слишком рискован, и решила отменить его разработку. Вследствие этого вся команда разработчиков, трудившаяся над проектом, была расценена как избыточная. Как результат, 1 декабря 2008 года все сотрудники, работавшие над Stormbirds, были уволены.
В первых числах января 2009 года Грег Калверт (англ. Greg Calvert), художник из Juice Games, который работал над Stormbirds и также был уволен, в своём личном блоге сделал запись об игре и выложил около десятка своих концептуальных работ по игре. Именно благодаря этой записи и изображениям игровой общественности стало известно о Stormbirds. Согласно Калверту, Stormbirds планировался как аркадный авиасимулятор, чем-то похожий на Ace Combat и Tom Clancy’s H.A.W.X.. Также Калверт сообщил о целевых платформах игры: ПК (Microsoft Windows), PlayStation 3, Xbox 360. Примерно в это же время Стивен Кёрсвелл (англ. Steven Kerswell), сотрудник RealTimeUK, выложил в общий доступ полностью готовый кинематографический трейлер к игре, который должен был быть её вступительным роликом.